# Panaleies decoratus
Panaleies decoratus es una especie de coleóptero de la familia Endomychidae.

## Distribución geográfica
Habita en Japón.